# Farfisa

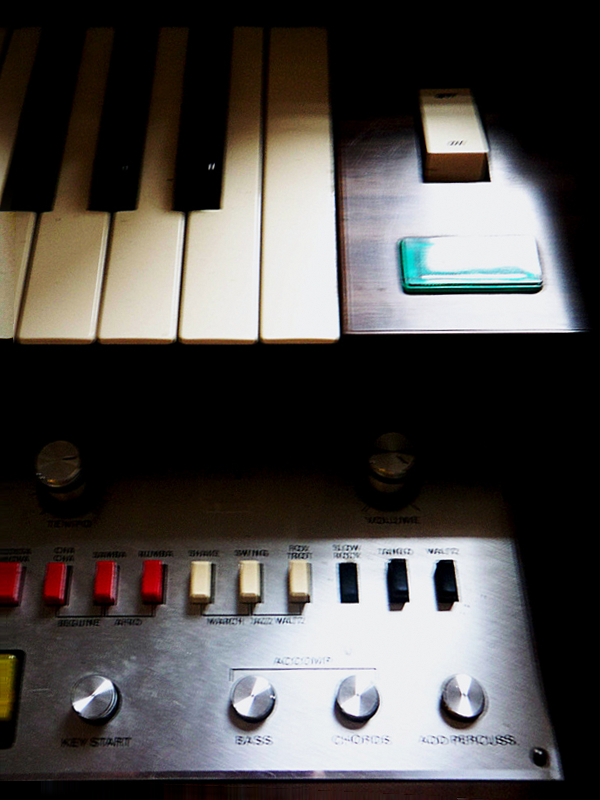
Part d'un òrgan Farfisa fet a Itàlia.

Farfisa és un fabricant d'equips electrònics amb base a Osimo, Itàlia. La marca Farfisa s'associa fonamentalment a les sèries d'orgues electrònics que es van fabricar en els anys 1960 i 1970 a Ancona, un municipi i port a Marques, a la regió central del país; i més tard, als seus sintetitzadors multi-tímbrics.
Els òrgans Farfisa ràpidament es van popularitzar entre els grups de rock en els anys 60 per a la seva facilitat de transport, preu assequible i el seu so característic. En l'època àlgida de la seva producció, Farfisa explotava 3 fàbriques a Ancona. Farfisa també fabricava radis, televisors i altres articles electrònics. Actualment, únicament produeix equips intercomunicadors i sistemes de videoconferència.
El 1967 Farfisa va activar la divisió de Porters i es va tornar aviat entre les primeres empreses a Itàlia que amb èxit van produir i van distribuir productes de Porters i successivament Videoporters a tot el món. Des del 1993 la divisió de Porters és una empresa independent amb raó social ACI Farfisa SRL, que manté la marca Farfisa sobre els aparells i sistemes de Videoporters, Control d'Accessos, Telefonia i TVCC de la seva producció i comercialitza les seves gammes a Itàlia i al món.